# Xã Pierce, Quận Lawrence, Missouri
Xã Pierce (tiếng Anh: Pierce Township) là một xã thuộc quận Lawrence, tiểu bang Missouri, Hoa Kỳ. Năm 2010, dân số của xã này là 6.586 người.